# MaK DE 1002
De MaK DE 1002 is een dieselelektrische locomotief die door Maschinenbau Kiel (MaK) gebouwd werd.

## Geschiedenis
De Bentheimer Eisenbahn AG (BE) bezit een locomotief van dit type genummerd als D 24.
Voor de Nederlandse Spoorwegen werd op basis van dit type locomotief de serie 6400 ontwikkeld.
Van de MaK DE 1002 werden tussen 1982 en 1993 24 exemplaren gebouwd. Daarvan gingen 16 locomotieven naar Häfen-und Güterverkehr Köln (HGK), dan wel haar voorganger Köln-Bonner Eisenbahnen (KBE).

## Constructie en techniek
De asindeling is Bo'Bo'. De locomotief kreeg naar keuze van de klant een vermogen van 1.120 kW of 1.320 kW en heeft een maximumsnelheid van 90 km/h. De dieselmotoren werden geleverd door MWM (1.320 kW) of MTU (1.120 kW). Naargelang de uitrustingsvariant bedraagt het dienstgewicht 80 tot 100 ton. De inhoud van de brandstoftank bedraagt 2.900 liter.

### Nummers
De locomotieven zijn verspreid over meerdere spoorweg ondernemingen:
| Lijst van de MaK DE 1002 |          |                 |                  |                       |  |
| Fabrieks nummer          | Bouwjaar | Eerste Eigenaar | Huidige Eigenaar | Opmerkingen           |  |
| 1000792                  | 1982     | TWE "VE 152"    | AKN "V 2.022"    |                       |  |
| 1000793                  | 1981     | EBV "4"         | Škoda (CZ)       | 1983 - 2000 RAG BuH   |  |
| 1000794                  | 1982     | DE "31"         | AKN "V 2.023"    |                       |  |
| 1000795                  | 1983     | BE "D 24"       | BE "D 24"        |                       |  |
| 1000829                  | 1985     | DE "32"         | AKN "V 2.024"    |                       |  |
| 1000830                  | 1985     | AKN "V 2.021"   | AKN "V 2.021"    |                       |  |
| 1000831                  | 1988     | HEG "831"       | Mietlok Vossloh  | 1994 - 2003 HLB "831" |  |
| 1000832                  | 1988     | HEG "832"       | KSW "41"         | 1994 - 1996 HLB "832" |  |
| 1000833                  | 1986     | KBE "DE 81"     | HGK "DE 71"      |                       |  |
| 1000834                  | 1986     | KBE "DE 82"     | HGK "DE 72"      |                       |  |
| 1000835                  | 1986     | KBE "DE 83"     | HGK "DE 93"      |                       |  |
| 1000836                  | 1986     | KBE "DE 84"     | HGK "DE 74"      |                       |  |
| 1000837                  | 1986     | KBE "DE 85"     | HGK "DE 75"      |                       |  |
| 1000838                  | 1986     | KFBE "DE 91"    | HGK "DE 91"      |                       |  |
| 1000839                  | 1987     | KFBE "DE 92"    | HGK "DE 76"      |                       |  |
| 1000840                  | 1987     | KFBE "DE 93"    | HGK "DE 73"      |                       |  |
| 1000841                  | 1987     | KFBE "DE 94"    | HGK "DE 94"      |                       |  |
| 1000842                  | 1987     | KFBE "DE 95"    | HGK "DE 92"      |                       |  |
| 1000882                  | 1993     | HGK "DE 81"     | HGK "DE 81"      | ATB                   |  |
| 1000883                  | 1993     | HGK "DE 82"     | HGK "DE 82"      | ATB                   |  |
| 1000884                  | 1993     | HGK "DE 83"     | HGK "DE 83"      | ATB                   |  |
| 1000885                  | 1993     | HGK "DE 84"     | HGK "DE 84"      |                       |  |
| 1000886                  | 1993     | HGK "DE 85"     | HGK "DE 85"      |                       |  |
| 1000887                  | 1993     | HGK "DE 86"     | HGK "DE 86"      |                       |  |